# Buckypaper

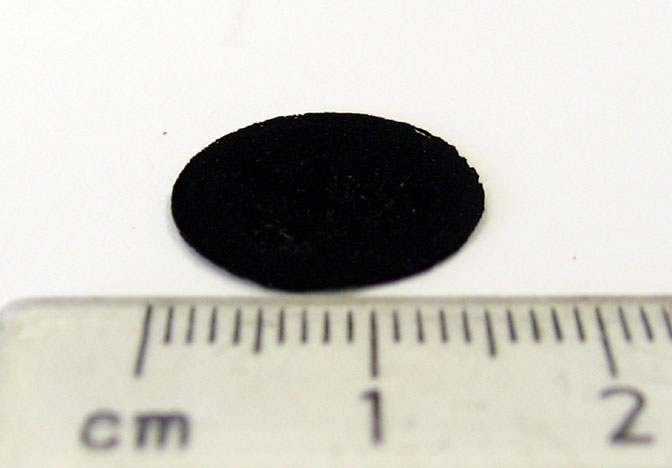

Le buckypaper (que l'on peut traduire par « feuille de buckyballes ») est une feuille mince composée d'un assemblage de nanotubes. Elles servaient originellement comme moyen pour manipuler les nanotubes, mais elles sont en 2008 étudiées par différents groupes de recherche et testées dans le but de créer des applications dans différents domaines, tels l'aérospatiale, la protection contre les interférences électromagnétiques et les futures générations de produits électroniques.

## Synthèse
La méthode la plus fréquente pour créer un buckypaper, un film de nanotubes, utilise un surfactant non-ionique, tel que le Triton X-100 et du Laurylsulfate de sodium, ce qui améliore leur dispersion dans des solutions aqueuses, créant une suspension. Ces suspensions peuvent être filtrées à travers une membrane filtrante en appliquant une pression positive ou négative dans le but d'obtenir un film uniforme. 
Les forces de Van der Waals entre la surface des nanotubes et le surfactant sont souvent fortes en terme mécanique et souvent stables, il n'y a donc aucune assurance pour que tout le surfactant soit éliminé du film après que le buckypaper ait été synthétisé. Si le film est lavé au méthanol, solvant efficace pour éliminer le Triton X, alors le film devient craquelé et se déforme. Également, le Triton X peut causer la lyse des cellules et causer indirectement l'inflammation des tissus, même à basse concentration.
Dans le but d'éliminer les conséquences nocives causées par la présence possible de surfactants, une méthode alternative de fabrication a été développée : la frit compression, qui ne requiert pas de surfactants (tensioactif) ni de travail de surface. Les dimensions du film peuvent être contrôlées par le biais de la taille du tube de la seringue et de la masse de nanotubes ajoutés.
L'épaisseur des films obtenus par frit compression est typiquement plus élevée que ceux fabriqués à l'aide de surfactants : des feuilles ayant une épaisseur entre 120 μm et 650 μm ont été ainsi synthétisées. Bien qu'il n'existe pas de nomenclature pour catégoriser les films selon leur épaisseur, les films ayant une épaisseur supérieure à 500 μm sont qualifiés de buckydiscs (que l'on peut traduire par « disque de buckyballes »). Au-delà d'une épaisseur de 5 mm, le produit est qualifié de buckycolumn (que l'on peut traduire par « colonne de buckyballes »). La frit compression permet de rapidement créer des buckypapers, des buckydiscs et des buckycolumns, tout en recouvrant les solvants ayant servi à la synthèse des films et en contrôlant la géométrie en 2D et en 3D.

## Propriétés
Lorsqu'empilé pour former un matériau composite, le buckypaper pèse le dixième de l'acier tout en étant potentiellement 500 fois plus solide. Il conduit la chaleur comme du laiton ou de l'acier, tout en conduisant l'électricité comme un métal ou du silicium. Le scientifique Wade Adams de l'Université Rice affirme que « toutes ces propriétés sont ce que plusieurs chercheurs en nanotechnologie ont tenté d'atteindre alors qu'ils cherchaient une sorte de graal ».